# Mijnzetel van Plombières
De Mijnzetel van Plombières (Frans: Site Minier de Plombières) is een industrieel monument en natuurmonument te Plombières. Tussen de 14e eeuw en 1922 werd op deze plaats zink- en looderts gewonnen en verwerkt. De mijn was de belangrijkste loodmijn van oostelijk België en de drie-na-belangrijkste voor zink. De bloeiperiode lag tussen 1856 en 1882.

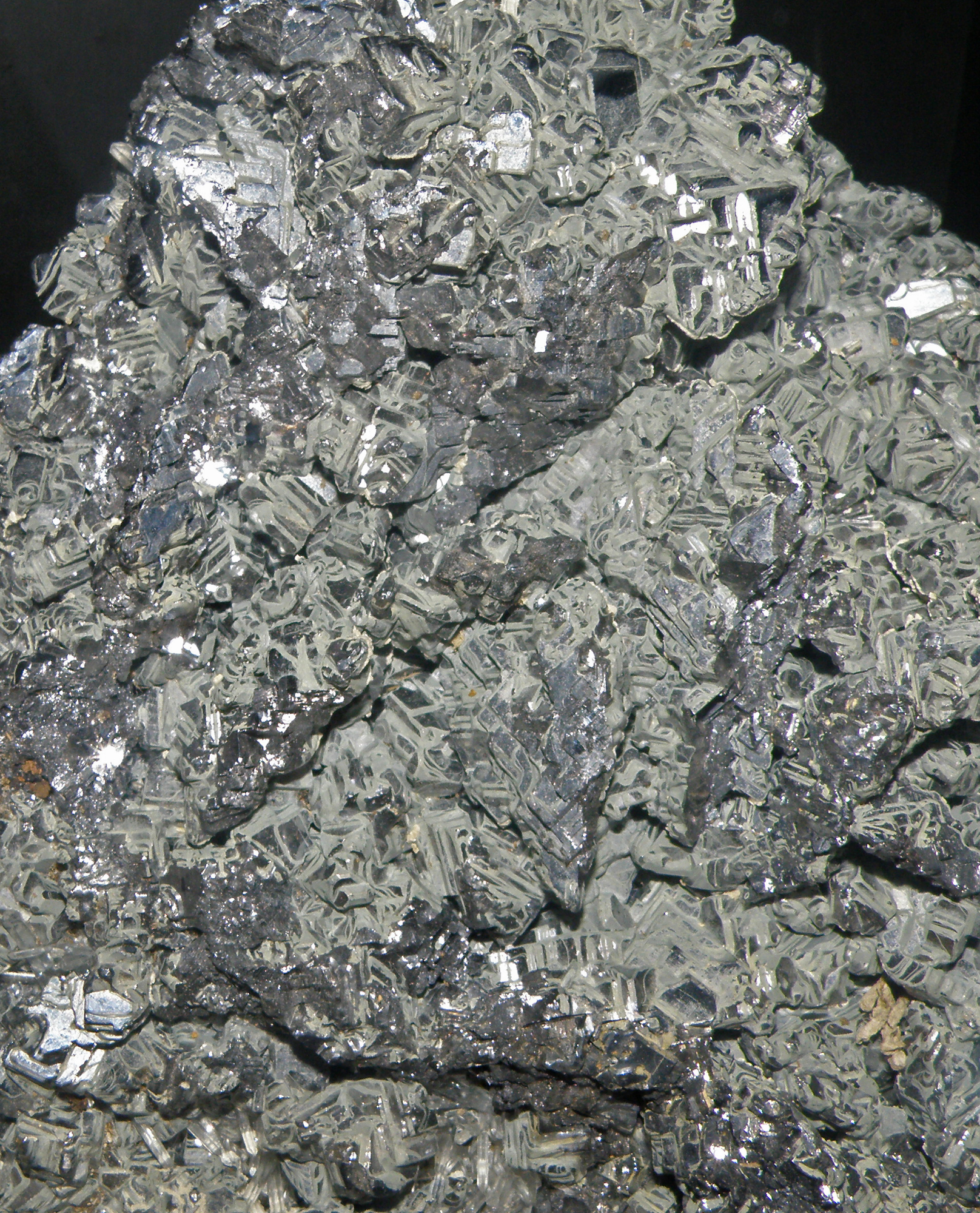
Het erts loodglans

## Aardrijkskunde
Het gebied ligt aan de zuidoostkant van de dorpskern van Plombières, waarvan de 'plomb' slaat op lood. Het ligt zo'n zes kilometer ten zuidwesten van het Drielandenpunt bij Vaals. De rivier de Geul stroomt door het gebied. De afzettingen van lood en zink liggen in de richting noordnoordwest-zuidzuidoost. Tijdens het Devoon hoopten afzettingen met een zinkconcentratie van 75 gram per ton zich op. Door bewegingen in de aarde werd dit opgestuwd en kwam het in aanraking met een minder zure en zuurstofrijke omgeving. Hierdoor ontstonden de sulfiden loodglans, zinkblende en ijzerkies. Deze mineralen vulden holtes in het kalksteen. Een gedeelte van deze mineralen werd omgezet in zinkspaat en hemimorfiet. Tot aan Valkenburg aan de Geul werden deze ertsen aangetroffen. In 1989 nog bij graafwerkzaamheden bij de aanleg van Thermae 2000.

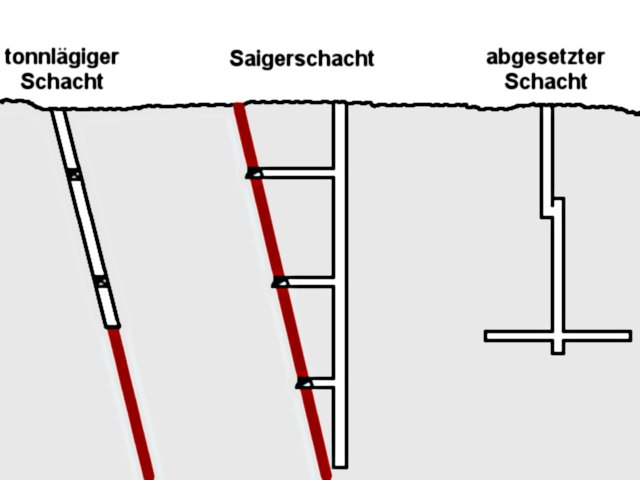
In de Braesberg waren diverse soorten mijngangen

## Vroege geschiedenis
De oudste vermelding van de mijn is uit het jaar 1365. Jan van Wambeke, deken van het kapittel van Sint-Servaas uit Maastricht, schreef dat hij rente van het hertogdom Limburg had ontvangen vanwege de mijn van Bradersbergh. De winning was op plaatsen waar de ertsgangen aan de oppervlakte komen. Naast dagbouw waren er vier schachten van dertig meter diep in de Braesberg oftewel Bleyberg, die uitkwamen in een 800 meter lange mijngang. De regio is rijk aan zware metalen, want er zijn meer groeves waar zinkspaat werd gedolven, zoals in Völkerich, Welkenraat (Lantzenberg), Walhorn en Kelmis (Altenberg). In 1427 verpachtte Filips de Goede, hertog van Bourgondië, de loodmijn voor een negende van de opbrengst en voor vijftien jaar aan drie mannen uit Aken: Jean Bernage en de broers Herman en Geryt Pael. Onder bewind van dit driemanschap liep de mijn vol water. Daarna kwamen er drie andere pachters: Jean van der Moer, Guillaume Nekens en Pierre Danckaerts. Volgens Jean de Dalhem, rentmeester van het hertogdom Limburg, pachtte dit tweede drietal nog in 1445. In de eeuwen erna wisselden tegenslagen, zoals oorlogsverwoestingen en overstromingen, en voorspoed elkaar af. Er werd toen vooral in het noorden van het huidige dorp gewonnen op de Braesberg, waar de ertslagen ongeveer een meter dik zijn.

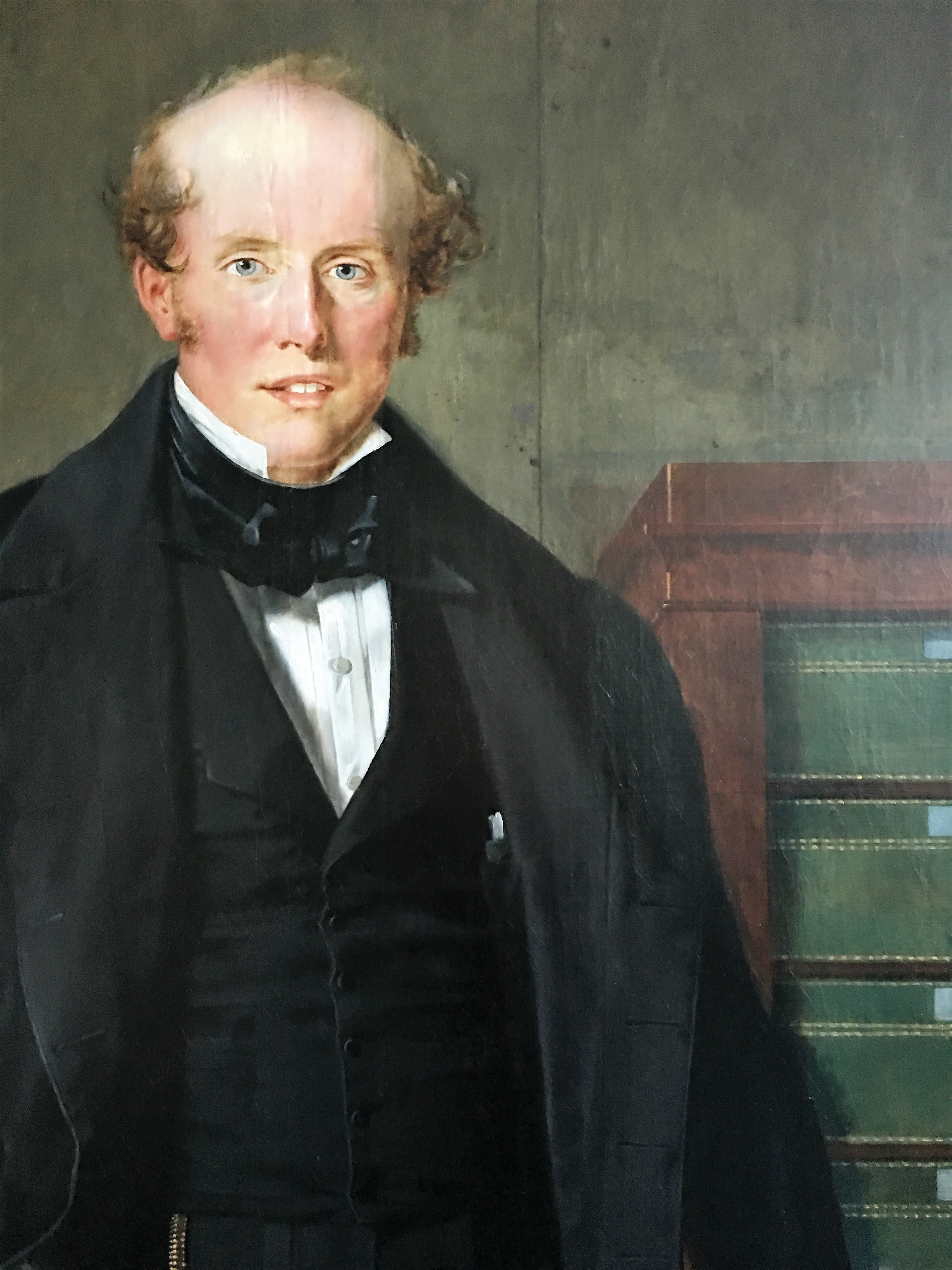
De ondernemer John Cockerill

## Aanloop naar grootschalige winning
In 1809 vond Jean-Jacques Dony het proces uit om zuivere zink te maken op industriële schaal. Na ruim een eeuw zonder mijnbouwactiviteiten deden de broers John en James Cockerill vanaf begin 1828 onderzoek naar het voorkomen van looderts, onder meer in het gehucht Ten Eycken, een kilometer zuidelijk van Plombières. Enkele maanden later ging de gehele vergunning naar James. Hij liet de oude schachten en mijngangen openen, de afwateringskanalen herstellen en kocht een stoommachine. De eerste jaren liet het succes op zich wachten, maar werd wel in 1841 de Sociéte du Bleyberg en Belgique opgericht. Er werd zuidelijker dan voorheen gezocht en ertsvoorkomens tot twintig meter dik gevonden. Vanaf 1845 was de mijn in productie, al waren de kosten hoog. In 1846 werd het bedrijf omgezet in een naamloze vennootschap met 4,5 miljoen Belgische frank aan kapitaal: Compagnie des Mines et Fonderies du Bleyberg. Aandeelhouders waren de kinderen van beide Cockerills, Bernard Suermondt en zijn broer, de familie Lampson en de banken Lafitte en Opperheim. Er werden diverse ertsaders ontdekt. Het probleem was dat de concessie voor loodwinning was, maar dat het looderts met zinkerts was vergroeid. Tijdens het wachten op toestemming om ook zink te winnen namen de financiële problemen toe. In 1851 werd een groot deel verkocht aan de Banque Liegeoise. Zij stichtte Société anonyme de Bleyberg ès Montzen. Er werd een diepte van 160 meter bereikt. Twee jaar later liepen de mijngangen echter weer eens vol, maar werden er speciale waterpompen in werking gezet.

## De bloeiperiode van de mijnbouw

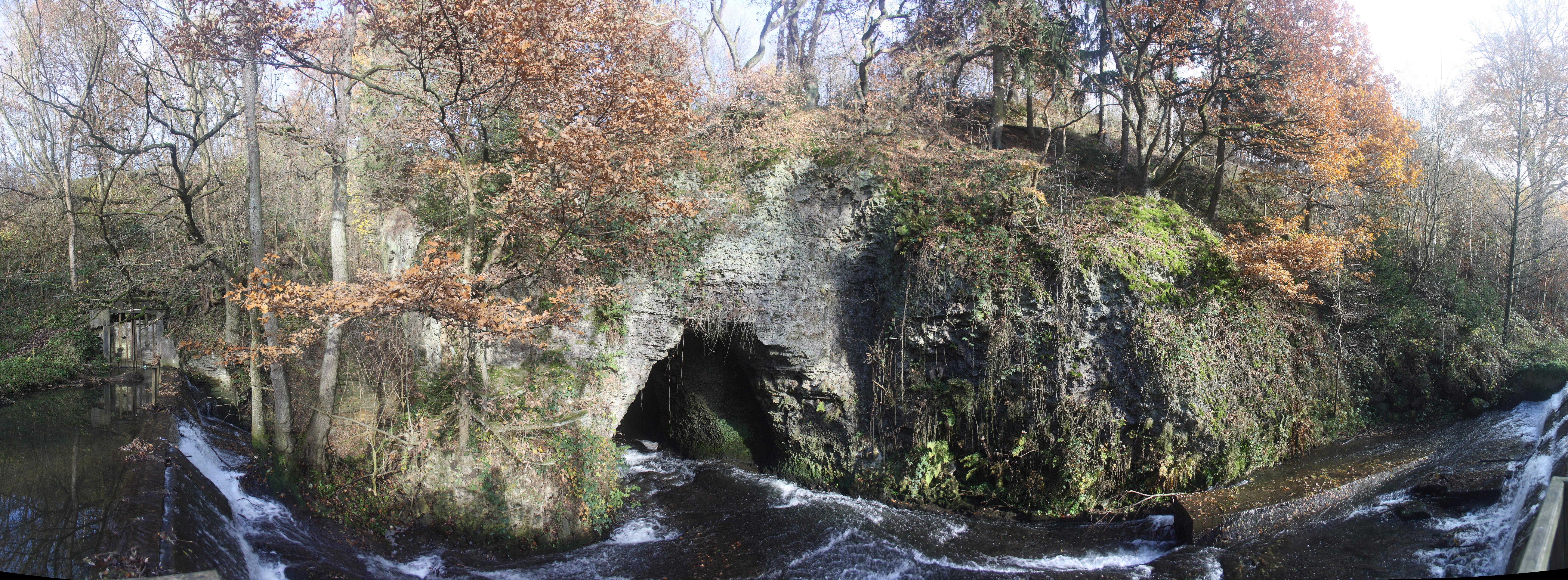
De ingang van de gang van de Geul uit 1861

In 1856 kwam de toestemming om ook zink te winnen en werd het concessiegebied van de oorspronkelijke 112 hectare vergroot tot 585 hectare. De dertig voorspoedige jaren konden beginnen. Er kwamen fabrieken en ovens. Voor de behandeling van de looderts werden hoogovens gebruikt en de zinkerts werd eerst verwarmd in de smelterijen en daarna met kolen gereduceerd tot puur metaal in moffelovens. In 1861 werd de Geul verlegd en rechtgetrokken over een lengte van drie kilometer voor het bedrag van twee miljoen frank. Onderdeel hiervan was het houwen van een gang van honderd meter lang door een rots: de Geultunnel. Zes jaar later groeide de concessie nog eens met 701 hectare. Protesten hiertegen van Vieille-Montagne, concurrent uit Kelmis, mochten niet baten. De jaren tussen 1866 en 1878 kenden zowel de hoogste productie als de meeste winst. Om goede spoorwegverbindingen veilig te stellen, regelde directeur Remy Paquot dat het bedrijf grootaandeelhouder werd van de spoorlijn 39. In 1870 kwam het deel naar Welkenraedt gereed en twee jaar later die over Gemmenich naar Aken. In 1875 werd de mijnconcessie nogmaals met 308 hectare vergroot tot 1008 hectare. Hierna liepen de kosten op om het water weg te pompen en infiltreerde er veel water in de mijngangen. Tegelijkertijd daalden de metaalprijzen. In 1880 startte de aanvoer van erts van elders, zoals Tunesië en Sardinië, en in 1882 kwam een nieuwe smelterij gereed. In datzelfde jaar ging het bedrijf samen met Compagnie Française des Mines et Usines d'Escombrera en stopte het de mijnbouw in Plombières. In 1884 stopte ook de mijnbouw ten noorden in Sippenaken bij de buurtschap Terbruggen. Tot wel 20.000 ton erts per jaar werd er in dit decennium aangevoerd. In 1885 werd het bedrijf veroordeeld tot schadevergoedingen en moest het bovendien de uitstoot verlagen. Omwonenden hadden namelijk geklaagd over het vrijkomen van zwavelgassen en de metalen antimoon, arseen en kwik. In 1896 werkten er 386 man in een twee-ploegendienst in de mijnen en de fabrieken. Ze maakten zinkplaten, lood en zilverstaven. In de jaren 1910 fuseerde het bedrijf met een sectorgenoot uit Peñarroya. De laatste vijf ovens in Plombières werden in 1922 gedoofd en het bedrijf ging zich op de nieuwe metaalfabriek in Noord-Frankrijk richten.

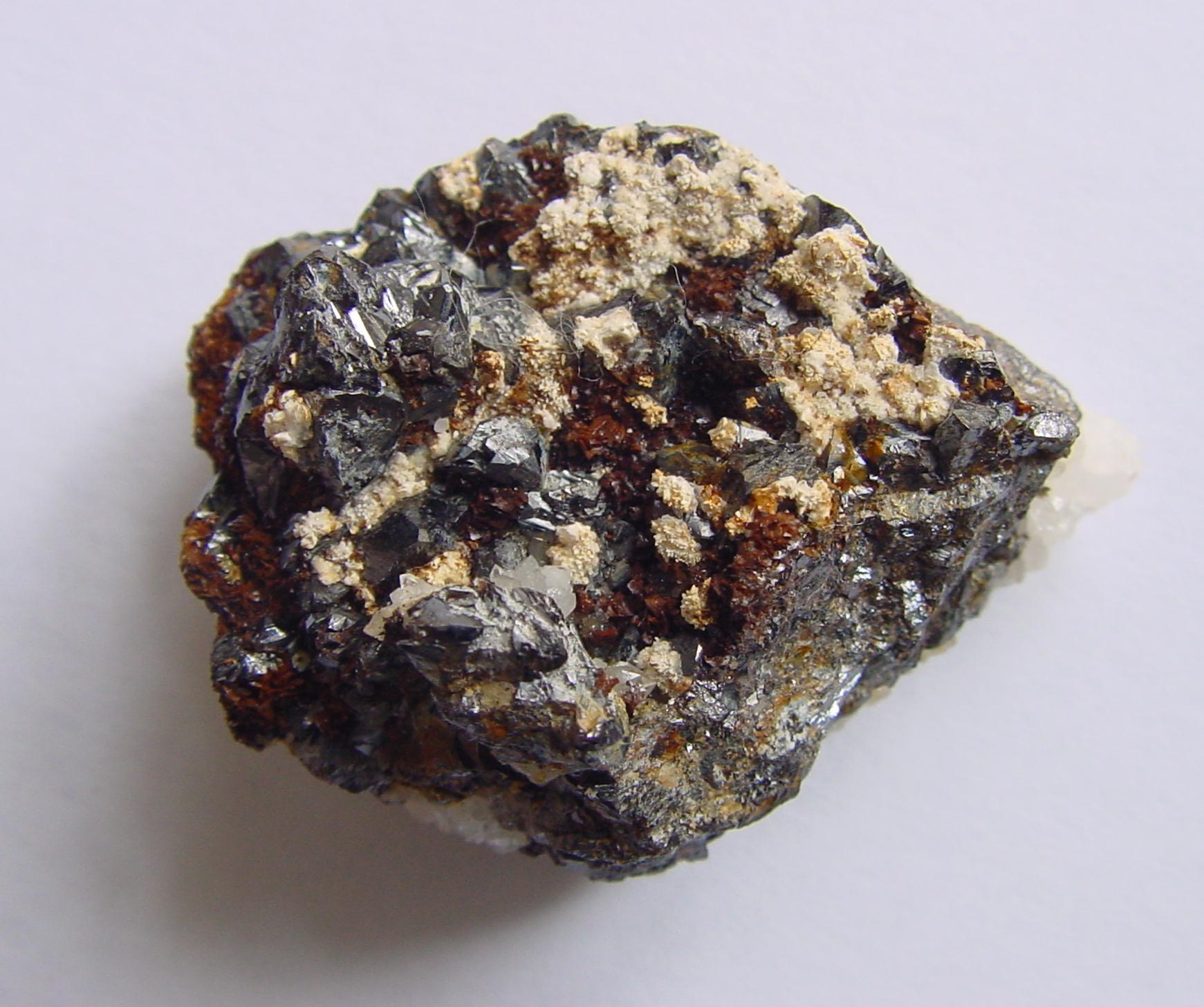
Zinkblende

## Eindbalans
Tussen 1828 en 1882 is er aan zinkerts 110.000 ton zinkblende en tezamen 500 ton aan willemiet, zinkspaat en hemimorfiet gewonnen. In deze periode is er verder 115.000 ton loodglans en een onbekende hoeveelheid witte looderts uit de grond gehaald. Dit leverde 80.000 ton lood en 60.000 ton zink op. Daarnaast zijn er kleinere hoeveelheden ijzererts gewonnen in de vorm van ijzerkies, speerkies, limoniet en ijzerspaat. Ook kwam er zilver voor in kleine hoeveelheden (24 gram per ton erts). In de regio oostelijk België is in totaal 900 kton zink en 100 kton lood gewonnen. De winning stopte omdat mijnwater een te groot probleem werd. Hierdoor werd het goedkoper om metalen vanuit andere werelddelen te betrekken.

## Na de bedrijfssluiting
In 1934 werden de twee grote schoorstenen opgeblazen en drie jaar later volgde de dichtstorting van de twee schachten Renaissance I en II. De overblijfselen werden in 1939 verkocht, met uitzondering van de vergunningsrechten. Het bedrijf heeft nog tot het einde van de 20e eeuw naar erts gezocht in de regio, maar vond weinig. De concessie is in 2002 beëindigd. In 2017 heeft het jonge Belgische bedrijf WalZinc een vergunning aangevraagd om naar delfstoffen te zoeken in 146 km² in de omgeving. Hier is een bedrag van zeven miljoen euro mee gemoeid. Deze vergunning is echter nog niet verleend.

## Gebied van de mijnzetel

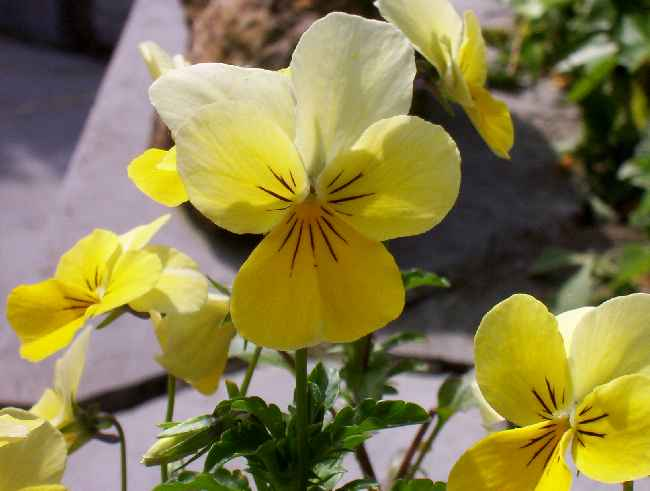
Van nature komen hier zinkviooltjes voor

De bodem van het gebied bevat zink, lood en andere zware metalen. Hierdoor komen hier de kenmerkende zinkminnende planten voor, waaronder het zinkviooltje. De Geul stroomt door het gebied en mijnbouwers hebben een onderaardse gang gemaakt waar deze rivier instroomt. Door het gebied zijn twee wandelingen uitgezet: een van 1,7 kilometer en een van drie kilometer. Deze zijn bewegwijzerd met staande rode rechthoeken. Beide wandelingen starten bij het bezoekerscentrum Huis van de Mijnzetel. Het onderwerp van de wandelingen zijn zowel de industriële activiteiten als de natuur. De wandelingen gaan langs twaalf informatieborden in het gebied.
| Bord | Bezienswaardigheid        | Beschrijving                                                                       |
| ---- | ------------------------- | ---------------------------------------------------------------------------------- |
| 1    | Het Huis van de mijnzetel | Bezoekerscentrum en toerismebureau                                                 |
| 2    | De brug                   | Twee aarden wallen waartussen vroeger een spoorbrug met zeven bogen lag            |
| 3    | De mijnen                 | Twee putdeksels in de buurt van de voormalige opvoergangen van de mijn             |
| 4    | De mijnsteenbergen        | Afvalhopen van mijnsteen                                                           |
| 5    | Het oude station          | Plaats waar vroeger Station Plombières lag                                         |
| 6    | De kliffen                | Steile wand van kalksteen vanwege erosie door de Geul en winning van bouwmateriaal |
| 7    | Het natuurreservaat       | Glooiend terrein met zinkhoudende grond en zinkminnende planten                    |
| 8    | De oude Geul              | Oude bedding van de rivier van voor de omlegging                                   |
| 9    | De gang                   | Door de mens gemaakte ondergrondse gang waar de Geul instroomt                     |
| 10   | Het casino                | Kroeg waar de mijnwerkers kregen uitbetaald in geld en tegoedbonnen                |
| 11   | Het park                  | Parkaanleg met speeltijd en barbecueplaats                                         |
| 12   | De Weich                  | Plaats waar de ertsen werden gebroken, gemalen, gezeefd en gewassen                |

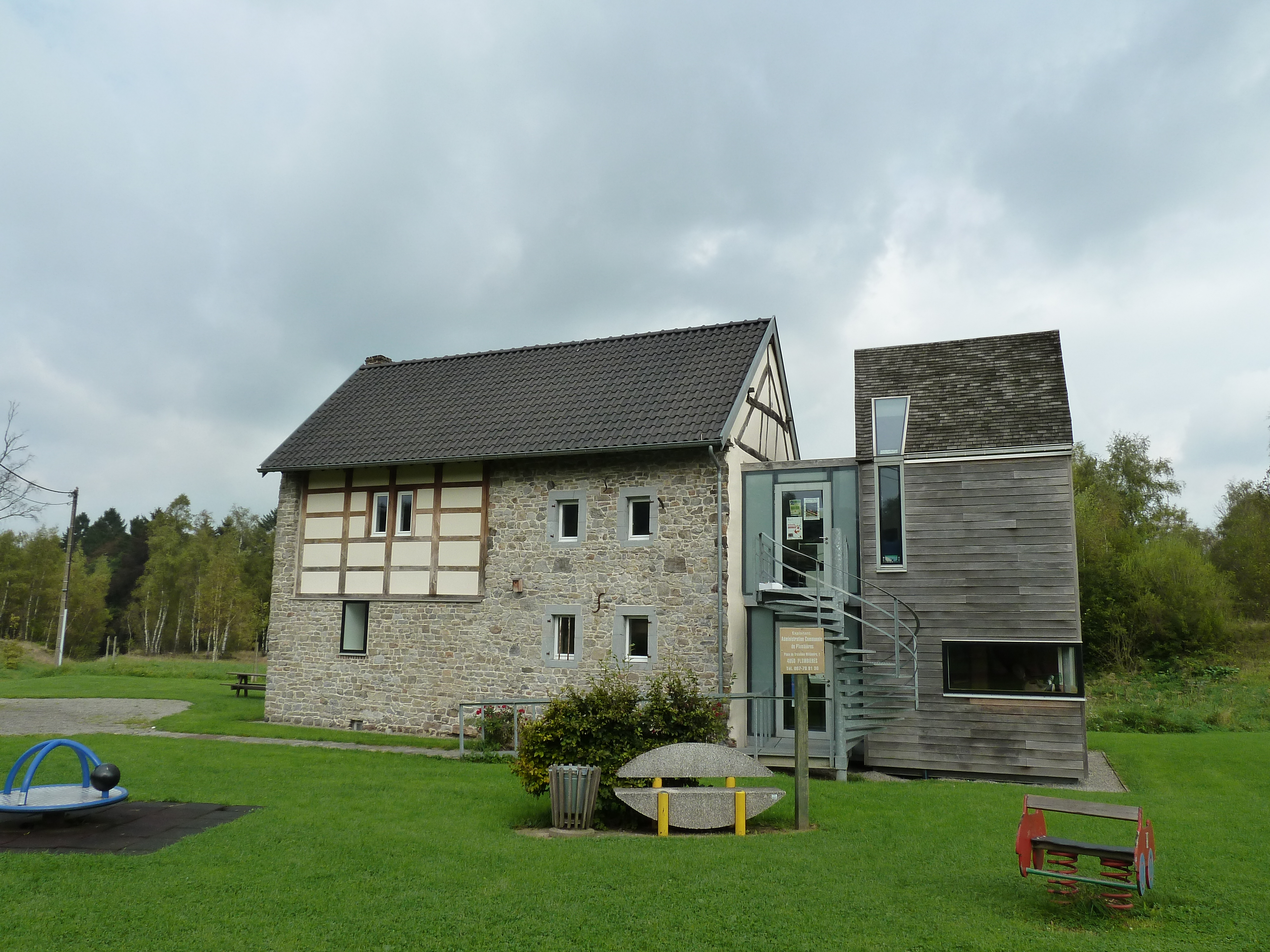
Bezoekerscentrum Huis van de mijnzetel

Door het gebied liggen toeristische paden over de oude spoorlijnen, de Ravel 38 en 39. Ook de Via Gulia, een bewegwijzerde wandelroute langs de Geul komt door het gebied. In 1977 had de grond nog een zinkconcentratie van twee procent. Tussen 1988 en 1998 is het gebied gesaneerd voor 34 miljoen frank, vanwege de grote hoeveelheden lood, zink en cadmium. Sinds 2004 heeft Wallonië het gebied van dertien hectare beschermd natuurgebied gemaakt vanwege het voorkomen van zinkminnende planten. Ook is het onderdeel van het grotere natuurgebied Vallei van de Geul stroomafwaarts van Kelmis. Er komen bijzondere vlinders voor, die foerageren op de zinkminnende bloemen. Ook zijn er de restanten aan te treffen van muren, ovens en andere onderdelen van de vroegere mijnen en metaalindustrie. Het gebied heeft graslanden op een bodem rijk aan zinkcarbonaat.

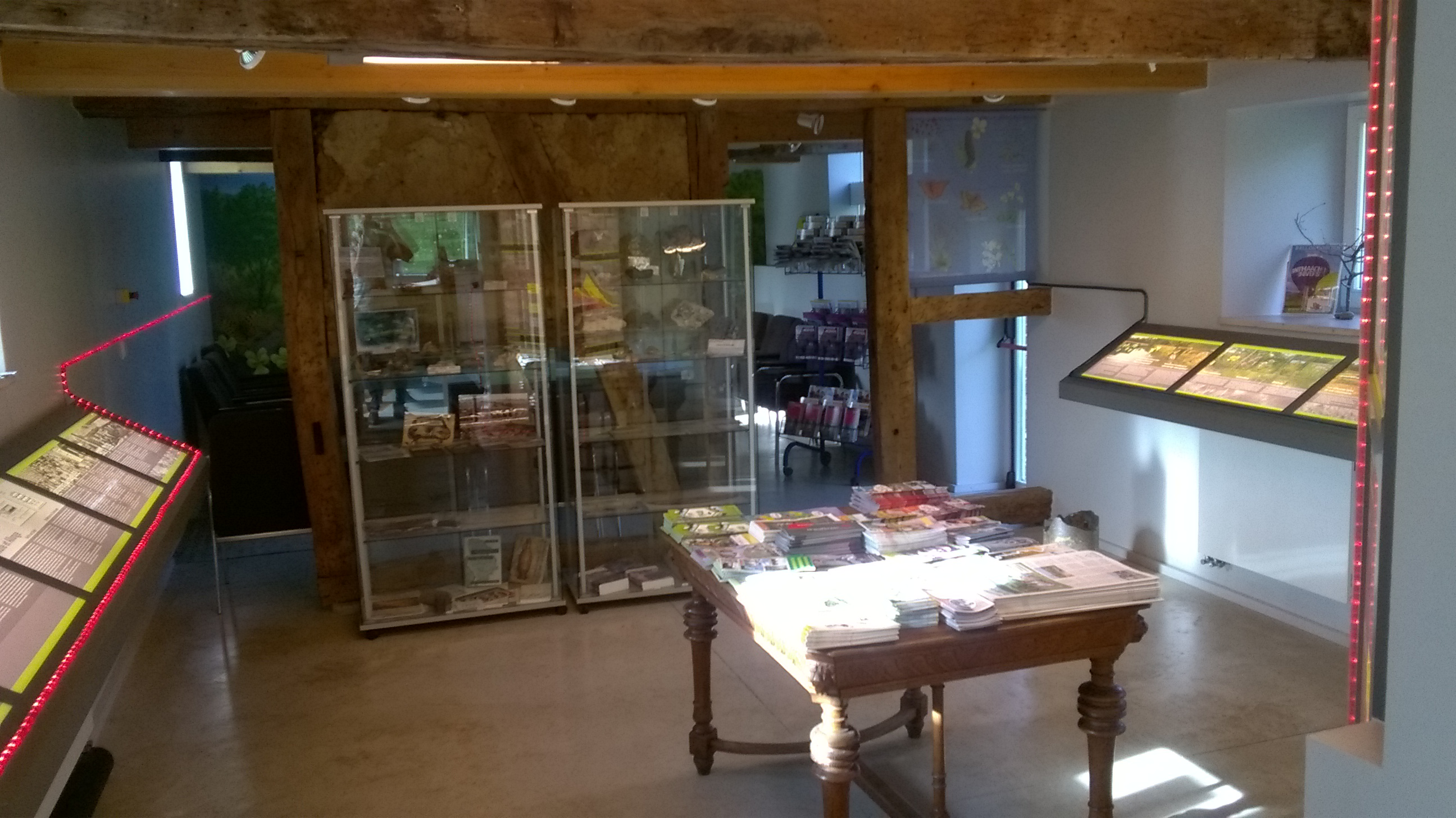
Tentoonstelling over de mijngeschiedenis in het Huis van de mijnzetel

## Bezoekerscentrum
In het gebied ligt het bezoekerscentrum Huis van de mijnzetel (Maison du Site Minier in het Frans) aan de Rue du Chemin de Fer 25. Dit huis is uit 1645 en daarmee een van de oudste huizen van de gemeente. In 1982 werd het een monument en in 2007 werd het gerestaureerd. Op de begane grond is het toeristenbureau van de gemeente en een tentoonstelling over de geschiedenis van de ertswinning, ertsverwerking en het natuurgebied. De beschrijvingen van deze onderwerpen zijn zowel in het Frans, Duits als Nederlands. Op de bovenverdieping zijn kantoren. Zo'n vier kilometer ten zuidoosten, stroomopwaarts van de Geul is uitgebreidere informatie over de winning en verwerking van zinkerts te vinden in Museum Vieille Montagne in Kelmis.